# Major Dundee
Major Dundee – amerykański western z 1965 w reżyserii Sama Peckinpaha z Charltonem Hestonem w roli tytułowej.

## Obsada
- Charlton Heston – major Amos Dundee
- Richard Harris – kapitan Benjamin Tyreen
- James Coburn – Samuel Potts
- Michael Anderson Jr. – Tim Ryan / narrator
- Jim Hutton – porucznik Graham
- Senta Berger – Teresa Santiago
- Mario Adorf – sierżant Gomez
- Warren Oates – O.W. Hadley
- L.Q. Jones – Arthur Hadley
- Ben Johnson – sierżant Chillum
- Brock Peters – Aesop
- R.G. Armstrong – wielebny Dahlstrom
- Slim Pickens – Wiley
- Dub Taylor – Benjamin Priam
- John Davis Chandler – Jimmy Lee Benteen
- Karl Swenson – kapitan Frank Waller
- Michael Pate – Sierra Charriba, przywódca Apaczów
- José Carlos Ruiz – Riago
- Begoña Palacios – Linda, młoda Meksykanka

## Fabuła
Akcja rozpoczyna się w roku 1864, u schyłku amerykańskiej wojny domowej między stanami Południa i stanami Północy. Niewielka grupa Apaczów pod wodzą Sierra Charriby atakuje posterunek kawalerii Stanów Zjednoczonych. W masakrze ginie wielu żołnierzy, a Indianie wraz z kilkorgiem uprowadzonych dzieci uciekają do Meksyku. Major Amos Charles Dundee, dowódca fortu Benlin, poprzysięga napastnikom zemstę. Nie mając ludzi, postanawia wykorzystać w akcji wziętych do niewoli konfederatów i przestępców kryminalnych, którzy zostają zmuszeni do udziału w pościgu, w przeciwnym razie grozi im trybunał wojskowy.
Wśród więźniów jest dawny przyjaciel majora, który walczył po stronie konfederatów, Benjamin Tyreen, oskarżony o zabójstwo strażnika więziennego. Tyreen przyłącza się do majora, lecz nie ukrywa, że po zakończeniu akcji zamierza go zabić. Zorganizowany naprędce oddział wyrusza w pościg. Napięte stosunki między Amosem Dundee a Tyreenem pogłębia sprawa konfederata Hadleya, którego major skazuje na karę śmierci za dezercję.

## Realizacja
- Budżet produkcji filmowej zamknięto w kwocie około trzech milionów dolarów.
- Scenariusz filmowy początkowo pisany był pod trzygodzinny film. Producent Jerry Bresler zmienił koncepcję. W rezultacie „Major Dundee” został skrócony o kilkadziesiąt minut, co wywołało oburzenie realizatorów i krytyki.

## Recenzje
Andrzej Żuławski na łamach „Filmu” dał recenzję pozytywną, określając film „widowiskiem, do którego można się przywiązać  niż do niejednego westernu doskonałego”, który na tle innych produkcji z tego gatunku wyróżnia się widoczną amoralnością świata przedstawionego. Stwierdził, że wszelkie wady produkcji wynikały z zauważalnej ingerencji wytwórni niezadowolonej z kierunku obranego przez Peckinpaha.